# Bellenaves
Bellenaves – miejscowość i gmina we Francji, w regionie Owernia-Rodan-Alpy, w departamencie Allier.

## Demografia
Według danych na rok 1990 gminę zamieszkiwało 1006 osób, a gęstość zaludnienia wynosiła 29 osób/km². W styczniu 2015 r. Bellenaves zamieszkiwało 1036 osób, przy gęstości zaludnienia wynoszącej 29,9 osób/km².